# Колтон (Њујорк)
Колтон (енгл. Colton) насељено је место без административног статуса у америчкој савезној држави Њујорк.

## Демографија
По попису из 2010. године број становника је 345.
| Група             | 2000.    | 2010.       |
| Белци             | 0 (0,0%) | 330 (95,7%) |
| Афроамериканци    | 0 (0,0%) | 1 (0,3%)    |
| Азијати           | 0 (0,0%) | 7 (2,0%)    |
| Хиспаноамериканци | 0 (0,0%) | 3 (0,9%)    |
| Укупно            | 0        | 345         |